# Encrasicholina
Encrasicholina is een geslacht van ansjovissen uit de orde van haringachtigen (Clupeiformes).

## Soorten
- Encrasicholina devisi (Whitley, 1940)
- Encrasicholina heteroloba (Rüppell, 1837)
- Encrasicholina oligobranchus (Wongratana, 1983)
- Encrasicholina punctifer Fowler, 1938
- Encrasicholina purpurea (Fowler, 1900)